# Lucășeuca, Orhei
Lucășeuca este un sat din cadrul comunei Seliște din raionul Orhei, Republica Moldova

## Istorie
Satul Lucășeuca este menționat în anul 1576:
„Petru voievod, din mila lui Dumnezeu, domn al Țării Moldovei. I-am dat și i-am întărit slugii noastre credincioase, lui Ion Golăi logofătul, în țara noastră a Moldovei o seliște, anume Stojiște, la răsărit, în fața acelor sate care se numesc Golăiești, unde merge locul spre Lucacevca și unde cade Lucacevca în Răut, și în fața Lucacevcăi, la gura Ivancii, și de la obârșia Ivancii în dreptul locului de sub pădurea de fag, și de acolo pe sub făget la vale, unde se împreună hotarul cu Macicăuții dinspre asfințit, cu loc de moară, unde se numește Moara lui Mihăilaș, pe care și-a cumpărat-o de la însuși domnia mea pentru 4 cai buni și 400 de zloți tătărești, și i-a dat la vistieria noastră pentru ca să-i fie lui de la noi uric, și ocină, și cu tot venitul, nestrămutat niciodată, în veci, înaintea acestei cărți a noastre.
Scris la Iași, în anul 7084 <1576> iunie 28.

Domnul a zis.

Eu, Petre vodă.

Iurașco a scris.”